# 2782 Leonidas
2782 Leonidas је астероид главног астероидног појаса чија средња удаљеност од Сунца износи 2,679 астрономских јединица (АЈ).
Апсолутна магнитуда астероида је 13,6.